# Seznam ameriških teroristov
Seznam ameriških teroristov.

## A
- Angela Atwood
- Azzam the American

## D
- Donald DeFreeze

## G
- David Gilbert

## H
- Patty Hearst
- Luke Helder
- Paul Jennings Hill
- Neal Horsley

## K
- Theodore (Ted) Kaczynski

## M
- Timothy McVeigh

## R
- Eric Robert Rudolph

## S
- Claudius Smith

## W
- Clayton Waagner